# Houston Open 1973
Lo Houston Open 1973 è stato un torneo di tennis giocato su terra verde. È stata la 3ª edizione dello Houston Open, che fa parte del World Championship Tennis 1973. Il torneo si è giocato a Houston negli USA, dal 2 all'8 aprile 1973.

## Campioni

### Singolare maschile
Ken Rosewall ha battuto in finale  Fred Stolle con il punteggio di 3–6 6–2 7–5

### Doppio maschile
Tom Okker /  Marty Riessen hanno battuto in finale  Arthur Ashe /  Roscoe Tanner con il punteggio di 7–5, 7–5